# Karenella minutisetosa
Karenella minutisetosa är en kvalsterart som först beskrevs av Hammer 1982.  Karenella minutisetosa ingår i släktet Karenella och familjen Oppiidae. Inga underarter finns listade i Catalogue of Life.